# Charge (oorlog)

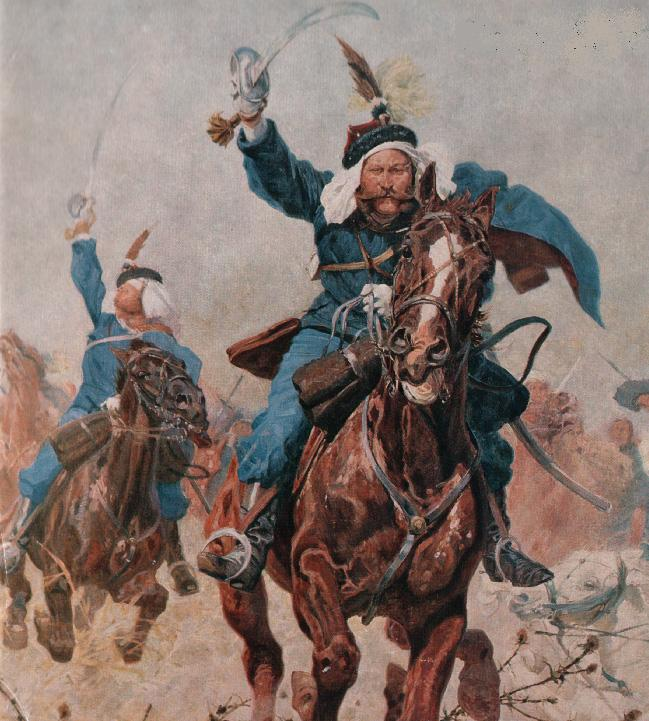
Charge van de Ulaan ruiters in de slag bij Custoza (1866)

Een charge is een manoeuvre in een veldslag waarbij soldaten met de hoogst mogelijke snelheid de vijand naderen, in een poging de strijd voort te zetten in een mêlee. De charge is een belangrijke schokaanval en is vaak een beslissende of doorslaggevende tactiek in historische veldslagen. De schokwaarde van een charge is in het bijzonder benut door cavalerie-eenheden, zowel door zwaarbewapende ridders als door lichtere troepen. 

## Bekende charges

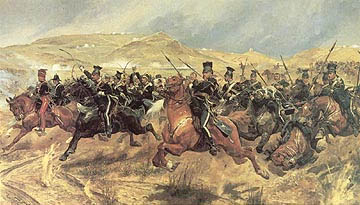
Charge van de Lichte Brigade

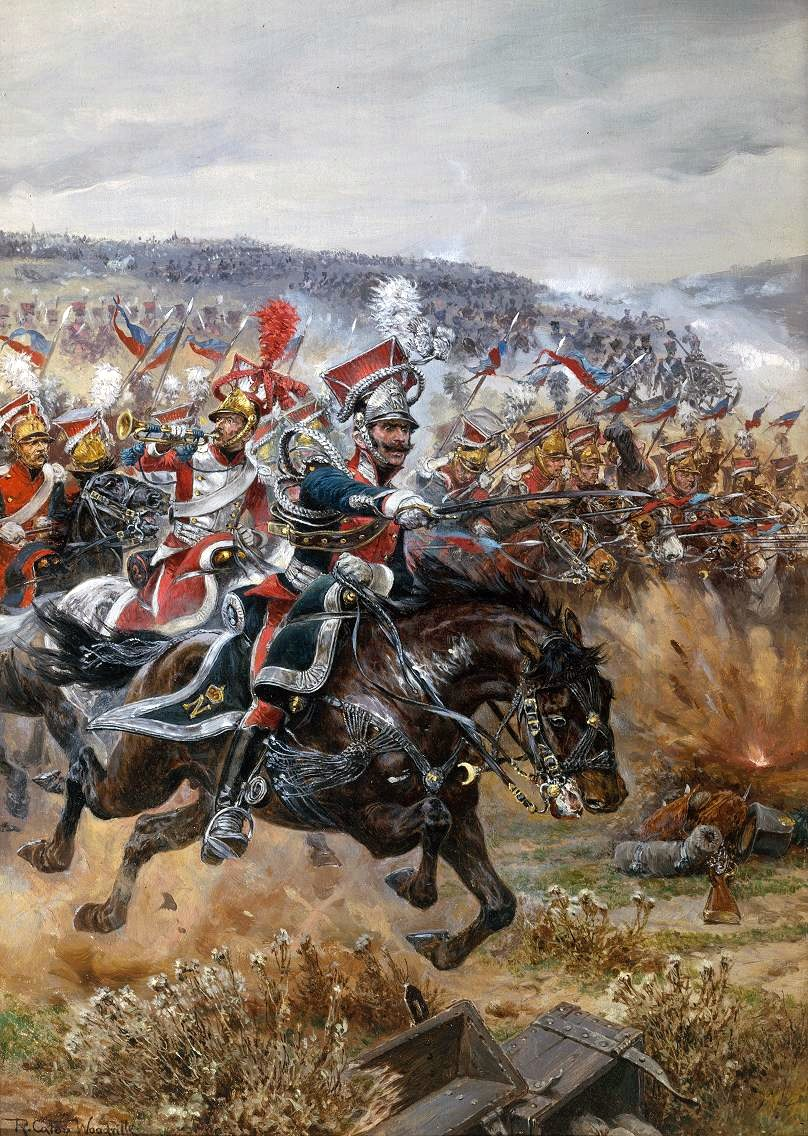
Richard Caton Woodville, Poniatowski's Laatste Charge bij Leipzig

- Slag bij Hastings (14 oktober 1066): 2.200 Normandische ridders voerden herhaaldelijk charges uit op de Angelsaksische schildmuur.
- Slag bij Eylau (8 februari 1807) Grootste charge ooit met 11.000 ruiters.
- Slag bij Waterloo (18 juni 1815): 2.000 Britse cavalerietroepen voeren een charge uit op Franse infanterie, en 9.000 man Franse cavalerie voeren een charge uit op de Britse infanterie.
- Charge van de Lichte Brigade (25 oktober 1854) in de slag bij Balaklava tijdens de Krimoorlog.
- Slag bij Mars-la-Tour (16 augustus 1870): "De dodenrit van Von Bredow". Pruisische zware cavalerie loopt Franse infanterie en artillerie onder de voet om de linkerflank van het Pruisische leger te beschermen, ten koste van de halve brigade.
- Slag bij Halen (12 augustus 1914): Door historici veelal beschouwd als de laatste klassieke cavaleriecharge in de West-Europese geschiedenis. Het vastlopen van het front en als gevolg daarvan de razendsnelle ontwikkeling van nieuwe wapens en technologieën, zorgde ervoor dat zowel de cavalerie als haar aloude tactiek tegen het einde van de Eerste Wereldoorlog achterhaald waren.